# Miciurina, Kameanka-Dniprovska
Miciurina (în ucraineană Мічуріна) este un sat în comuna Dniprovka din raionul Kameanka-Dniprovska, regiunea Zaporijjea, Ucraina.

## Demografie
Componența lingvistică a localității Miciurina
     Rusă (88,68%)
     Ucraineană (9,43%)
Conform recensământului din 2001, majoritatea populației localității Miciurina era vorbitoare de rusă (88,68%), existând în minoritate și vorbitori de ucraineană (9,43%).